# خوان آدامز
خوان آدامز (بالإنجليزية: Juan Adams)‏ هو فنان قتال مختلط أمريكي، ولد في 16 يناير 1992 في هيوستن في الولايات المتحدة.